# Károly Csapó
Károly Csapó (Agyagosszergény, 23 de febrero de 1952) es un exfutbolista húngaro que durante su carrera jugó en FC Tatabánya, Toulouse FC y Grenoble Foot 38. Con su selección disputó 19 partidos de los cuales, 2 fueron en la Copa Mundial de Argentina 1978. También formó parte del plantel del seleccionado húngaro, que participó en la Copa Mundial de España 1982.

## Clubes
| Club             | País    | Año       |
| ---------------- | ------- | --------- |
| FC Tatabánya     | Hungría | 1974-1982 |
| Toulouse FC      | Francia | 1982-1983 |
| Grenoble Foot 38 | Francia | 1983-1986 |
| FC Tatabánya     | Hungría | 1986-1988 |

## Participaciones en Copas del Mundo
| Mundial                        | Sede      | Resultado    | Partidos | Goles |
| ------------------------------ | --------- | ------------ | -------- | ----- |
| Copa Mundial de Fútbol de 1978 | Argentina | Primera fase | 3        | 1     |
| Copa Mundial de Fútbol de 1982 | España    | Primera fase | 0        | 0     |